# طرخشقون سفاتي
طرخشقون سفاتي (باللاتينية: Taraxacum aristum) هو نوع نباتي يتبع جنس الطرخشقون من القبيلة الشيكورية.